# Louise Magadur
Louise Magadur, née le 21 avril 1899 à Pont-Croix et morte le 12 mai 1992 à Douarnenez, est une résistante française, homologuée caporal dans la Résistance intérieure française.

## Biographie
Née le 21 avril 1899 à Pont-Croix  dans le Finistère, Louise Magadur est la fille d'un meunier et le quatrième enfant d'une famille de six.
Elle passe son certificat d'études et apprend le métier de couturière. Puis elle emménage à Paris en 1924 et, grâce à ses économies, s'offre des cours de coiffure. En 1942, elle exploite un petit salon de coiffure dans le 12e arrondissement.
Militante du Parti communiste avant la guerre, elle devient membre du Front national de lutte pour la libération et l'indépendance de la France (Front National) et participe activement à la Résistance. 
Elle est arrêtée le 9 mars 1942 chez elle par la police française des brigades spéciales. Elle est mise au secret à la prison de la Santé jusqu'au 24 août 1942, puis envoyée au fort de Romainville, alors sous administration allemande. Elle est ensuite  transférée par le convoi du 24 janvier 1943, dit « Convoi des 31 000 », vers Auschwitz. Le 4 août 1944, elle est déportée à Ravensbrück, puis le 5 mars 1945 à Mauthausen d'où elle est libérée le 22 avril 1945.
Malgré des difficultés à se réadapter, elle parvient à rouvrir son salon de coiffure six mois après son retour.
Il s'agit de la doyenne des rescapées du convoi des 31000, la seule femme née avant 1900 qui soit rentrée.

## Hommage
La ville natale de Louise Magadur, Pont-Croix, où elle avait choisi de finir sa vie, donne son nom à un espace de jeux pour lui rendre hommage.